# Saint-Hilaire-de-Gondilly
Saint-Hilaire-de-Gondilly är en kommun i departementet Cher i regionen Centre-Val de Loire i de centrala delarna av Frankrike. Kommunen ligger  i kantonen Nérondes som tillhör arrondissementet Saint-Amand-Montrond. År 2022 hade Saint-Hilaire-de-Gondilly 136 invånare.

## Befolkningsutveckling
Antalet invånare i kommunen Saint-Hilaire-de-Gondilly
Referens:INSEE